# Éloie
Éloie (deutsch früher Löbe) ist eine französische Gemeinde mit 954 Einwohnern (Stand: 1. Januar 2022) im Territoire de Belfort in der Region Bourgogne-Franche-Comté. Die Bewohner werden Éloyens und Éloyennes genannt.

## Geographie
Éloie liegt auf 395 m Höhe, etwa sechs Kilometer nördlich der Stadt Belfort (Luftlinie). Das Dorf erstreckt sich im Vorland der Vogesen, am Südrand des Beckens von Giromagny, das sich zwischen den Vogesen, den Hügeln der Forêt de Roppe und der Montagne de Salbert ausdehnt, in der Ebene beidseits des Flusslaufs der Rosemontoise.

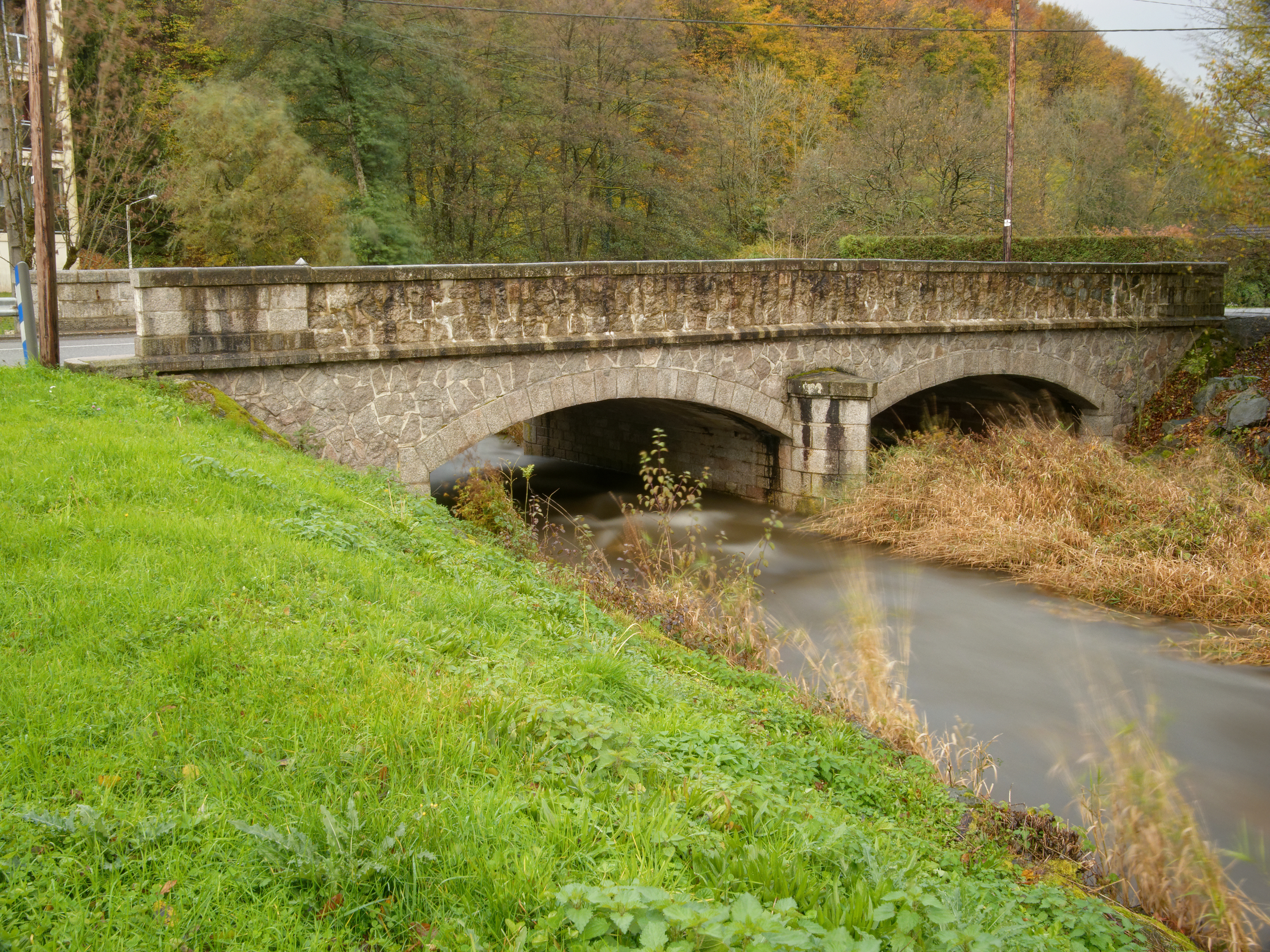
Die Rosemontoise bei Éloie

Die Fläche des 5,55 km² großen Gemeindegebiets umfasst einen Abschnitt im Bereich des Vogesenvorlandes. Der nördliche Teil des Gebietes wird von der Ebene des Beckens von Giromagny eingenommen, die auf durchschnittlich 400 m liegt. Sie ist teils mit Acker- und Wiesland, teils mit Wald bestanden. Das Areal wird von der Rosemontoise durchquert, die beim Dorf von links den Verdoyeux aufnimmt. Entlang der Fließgewässer und in Muldenlagen befinden sich zahlreiche Weiher, die einst für die Fischzucht angelegt wurden. Nach Norden reicht der Gemeindeboden in die ausgedehnten Waldungen der Forêt de Vaivre und der Forêt de la Chaume. Südlich des Dorfes steigt das Gelände allmählich zu den Hügeln der Forêt de Roppe an. Auch dieser Abschnitt ist überwiegend bewaldet. Mit 490 m wird auf dem Mont Rudolphe die höchste Erhebung von Éloie erreicht. Ganz im Südosten reicht der Gemeindeboden bis zum Étang Rudolphe am Fuß des Fort de Roppe.  Ein Teil des Areals ist als militärischer Schießplatz ausgewiesen.
Nachbargemeinden von Éloie sind Chaux und Grosmagny im Norden, Anjoutey und Roppe im Osten, Vétrigne, Offemont und Valdoie im Süden sowie Sermamagny im Westen.

## Geschichte
Erstmals urkundlich erwähnt wird Éloie im Jahr 1347. Zunächst im Einflussbereich der Grafen von Montbéliard stehend, gehörte das Dorf stets zur Herrschaft Rosemont. Diese gelangte Mitte des 14. Jahrhunderts unter die Oberhoheit der Habsburger. Zusammen mit dem Sundgau kam Éloie mit dem Westfälischen Frieden 1648 an die französische Krone. Seit 1793 gehörte das Dorf zum Département Haut-Rhin, verblieb jedoch nach dem Deutsch-Französischen Krieg 1871 als Teil des arrondissement subsistant du Haut-Rhin im Gegensatz zum restlichen Elsass bei Frankreich. Seit 1976 war Éloie Mitglied der Agglomeration Belfort, aus der 1999 der Gemeindeverband Communauté d’Agglomération Belfortaine entstand, der wiederum 2017 in die Grand Belfort Communauté d’Agglomération aufging.
Die Kapelle von Éloie entstand 1957. Sie wurde von den Einwohnern aus einer baufälligen Baracke hergerichtet und dient heute auch als Veranstaltungsraum der Gemeinde.

### Einwohnerentwicklung
| Jahr      | 1962 | 1968 | 1975 | 1982 | 1990 | 1999 | 2006 | 2013 | 2021 |
| Einwohner | 163  | 182  | 447  | 695  | 889  | 837  | 925  | 976  | 961  |

Mit 954 Einwohnern (Stand: 1. Januar 2022) gehört Éloie zu den kleinen Gemeinden des Départements Territoire de Belfort. Nachdem die Einwohnerzahl in der ersten Hälfte des 20. Jahrhunderts stets im Bereich zwischen 105 und 150 Personen gelegen hatte, wurde seit Beginn der 1970er Jahre ein kräftiges Bevölkerungswachstum verzeichnet.

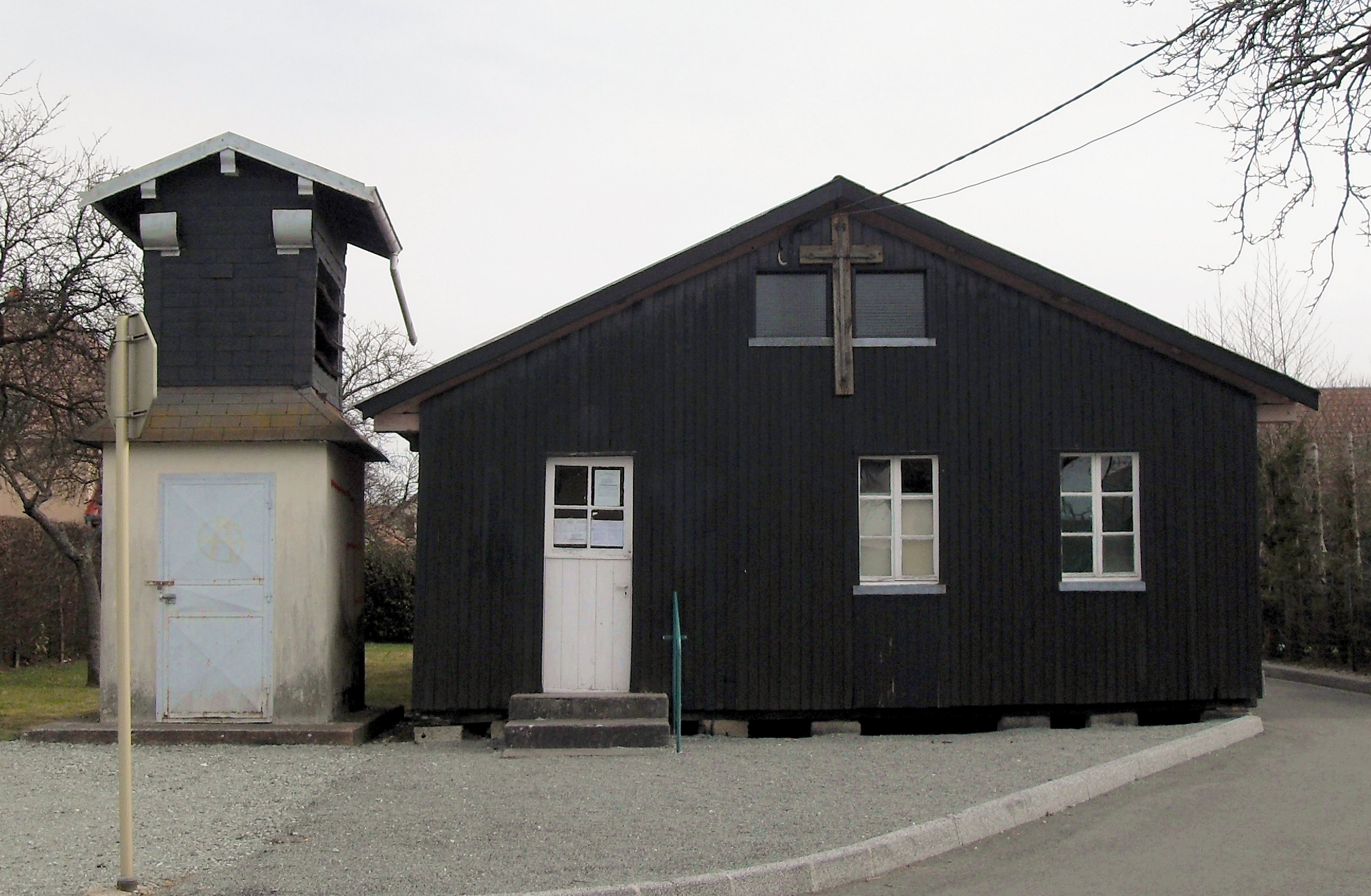
Kapelle Éloie

## Wirtschaft und Infrastruktur
Éloie war bis weit ins 20. Jahrhundert hinein ein vorwiegend durch die Landwirtschaft (Ackerbau, Obstbau und Viehzucht), die Fischzucht und die Forstwirtschaft geprägtes Dorf. Heute gibt es einige Betriebe des Klein- und Mittelgewerbes. Mittlerweile hat sich das Dorf auch zu einer Wohngemeinde gewandelt. Viele Erwerbstätige sind deshalb Wegpendler, die in den größeren Ortschaften der Umgebung und in der Agglomeration Belfort ihrer Arbeit nachgehen.
Die Ortschaft liegt abseits der größeren Durchgangsachsen an einer Departementsstraße, die von Valdoie nach Grosmagny führt. Der nächste Anschluss an die Autobahn A36 befindet sich in einer Entfernung von ungefähr neun Kilometern. Weitere Straßenverbindungen bestehen mit Sermamagny, Rougegoutte und Étueffont. Mit der Stadt Belfort ist Éloie durch eine Buslinie verbunden.